# MULTOS
MULTOS (англ. MULTi-application Operating System for smart cards) — специализированная операционная система для смарт карт. Создана в 1996 году под патронажем MasterCard как ответ на потребность рынка в стандартизации инфраструктуры смарткарт. С тех пор получила заметное распространение в качестве универсальной платформы смарткарт, деля этот рынок с операционной системой JCOP (на базе технологии JavaCard).
Карточка с MULTOS позволяет динамически подгружать апплеты, написанные на языках Си или Java и скомпилированные специализированным компилятором MULTOS. Исполнимый байт-код также свой собственный, MULTOS Executable Language (MEL).

Одним из ключевых отличий MULTOS от других типов ОС смарт-карт является то, что она реализует запатентованный механизм на основе криптографии с открытым ключом, с помощью которого производство, выпуск и динамические обновления смарт-карт MULTOS в полевых условиях полностью контролируются эмитентом с использованием цифровых сертификатов, а не симметричного обмена ключами. Этот контроль осуществляется с помощью Key Management Authority (KMA), особого вида центра сертификации. KMA предоставляет эмитентам карт криптографическую информацию, необходимую для привязки карты к эмитенту, инициализации карты для использования и генерации сертификатов разрешений на загрузку и удаление приложений под контролем эмитента.

## Архитектура
MULTOS состоит из двух уникальных технологий, которые обеспечивают безопасную архитектуру — встроенной виртуальной машины , которая выполняет приложения, и схемы безопасности MULTOS , которая защищает чип, код приложения и данные приложения. Приложения MULTOS разрабатываются на языках высокого уровня, таких как «C» или Java (или на языке ассемблера низкого уровня), и компилируются в байт-коды исполняемого языка MULTOS (MEL), которые выполняются виртуальной машиной. Любые недействительные инструкции или попытки доступа к памяти отклоняются виртуальной машиной, и выполнение всех приложений смарт-карт останавливается. Проверка во время выполнения обеспечивает полную безопасность выполнения приложения и данных — приложение не может получить доступ к данным другого приложения на смарт-карте.

## Безопасность
MULTOS находится на переднем крае безопасных цифровых смарт-карт уже более 20 лет и славится достижением высочайших уровней соответствия требованиям безопасности. Помимо поддержки традиционной персонализации бюро, архитектура безопасности MULTOS позволяет безопасно загружать приложения и данные на устройство MULTOS в небезопасной среде — идеально для мгновенной выдачи, мобильных платежей и обновлений после выдачи.